# Borough of Eastleigh
Borough of Eastleigh är ett distrikt (motsvarande kommun) i grevskapet Hampshire i England, Storbritannien. Distriktet har 138 935 invånare (2022). 
Större orter är Chandler's Ford, Eastleigh, Hedge End och West End.  Distriktet är indelat i 12 civil parishes. 
Flygplatsen Southampton Airport ligger i distriktet.